# Cristiano Morroni
Cristiano Morroni (Roma, 3 gennaio 1979) è un attore italiano.

## Biografia
Mentre svolge il servizio civile a Roma viene notato dal regista Daniele Vicari e dal produttore cinematografico Domenico Procacci che lo sceglieranno come protagonista per l'opera prima dello stesso Vicari, Velocità massima, accanto a Valerio Mastandrea e Alessia Barela.
Il film verrà presentato in concorso alla 59ª Mostra internazionale d'arte cinematografica di Venezia e distribuito nelle sale italiane il 3 settembre 2002.
La pellicola ottiene ben presto un buon riscontro di pubblico e critica e vincerà, tra gli altri premi, miglior regia esordiente ai David di Donatello e due Nastri d'argento.
Con questo esordio nel cinema, per la sua interpretazione, ottiene l'"Astro nascente" ed il Valdarno Cinema Fedic.
Nel 2003 sarà la volta di Rocco Cesareo che lo sceglierà come interprete per il film Gli angeli di Borsellino nel ruolo di Claudio Traina, agente di scorta del giudice.
Nel 2004 torna come protagonista nella pellicola Montesacro di Alessandro Celli,
aggiudicandosi il premio di miglior attore protagonista al "Festival internacional de Barcelona".
Negli anni successivi la sua carriera prosegue dividendosi tra televisione e cinema, partecipando a diversi cortometraggi e film, collaborando, tra gli altri, con Ninetto Davoli, Maurizio Mattioli e Massimo Bonetti. Debutterà invece a teatro nel 2007 con L'ultima notte di Alessandro Prete, in scena al Cometa di Roma.
Nel 2011 partecipa alla pellicola internazionale Diaz - Don't Clean Up This Blood diretto da Daniele Vicari, incentrato sui fatti del G8 di Genova.
Nello stesso anno torna a collaborare, dopo l'action-movie Rabbia in pugno, con Stefano Calvagna nel suo film autobiografico Cronaca di un assurdo normale, che sarà presentato alla 68ª Mostra del Festival di Venezia.

## Carriera

### Cinema
- Velocità massima, regia di Daniele Vicari (2002)
- Gli angeli di Borsellino, regia di Rocco Cesareo (2003)
- Piccola Italia, regia di Gerardo Grazia (2009)
- La scuola è finita, regia di Valerio Jalongo (2010)
- Rabbia in pugno, regia di Stefano Calvagna (2011)
- Cronaca di un assurdo normale, regia di Stefano Calvagna (2011)
- Diaz - Don't Clean Up This Blood, regia di Daniele Vicari (2012)
- Il pozzo e il pendolo, episodio di P.O.E. 2- Project of Evil, regia di Donatello della Pepa (2012)

### Cortometraggi
- Montesacro, regia di Alessandro Celli (2004)
- Partacce, regia di Veridiana Milia (2008)
- Un'estate al mare, regia di Vanni Gandolfo (2008)
- N9ve, regia di Cristiano Anania (2010)
- Sarai più fortunato, regia di Cristiano Anania (2011)
- I due ghiri e la sirena, regia di Simone La Rocca (2012)

### Teatro
- L'ultima notte, regia di Alessandro Prete (2007)

### TV - Fiction
- Distretto di polizia 4, di Monica Vullo (2003)
- E poi c'è Filippo, di Maurizio Ponzi (2004)

### Videoclip
- Corse Clandestine dei No Mas, di Stefano Salvati (2003)
- Legati e liberi dei Dirotta su Cuba, di Stefano Salvati (2003)

## Riconoscimenti
- Astro Nascente 2003 con Velocità massima
- Valdarno cinema Fedic 2003 con Velocità massima
- Miglior attore Festival internacional de Barcelona 2006 con Montesacro